# Минтуци

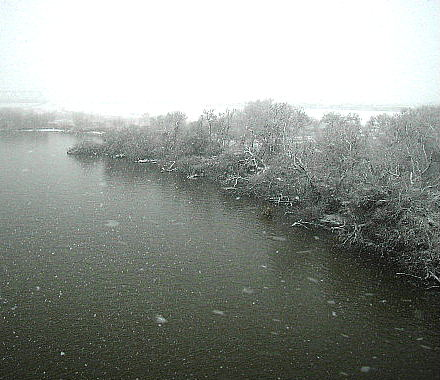
Одна из рек, по легенде населённых минтуци, Исикари

Минтуци (айн. ミントゥチ, mintuci; также «минтути», «минтуци камуй») — сверхъестественное существо в айнской мифологии, получеловек-полузверь, дух водной стихии. Часто описывается похожим на каппу. Диалектные варианты названия — «мимтуци», «минтоци». В японоязычной литературе встречается вариант минцути (яп. ミンツチ).
Слово «минтуци», вероятно, родственно слову Мидзути. Возможно, минтути объединяет в себе черты каппы и айнских лысых «горных людей».
Согласно легендам, когда японцы в период Эдо прибыли на Хоккайдо к айнам в целях установления торговых связей, на их суда прокрался Демон оспы. Вспышка оспы убила множество айнов. Окикуруми сделал 61 куклу из стеблей полыни и отправил биться с Демоном оспы и его прислужниками. (Согласно другим легендам, кукол сделали сами айны.). Все, кроме одной, куклы утонули, а последняя сумела победить Демона оспы. Погибшие куклы стали божествами «минтуци», они могут помочь в случае болезни или невзгод.
Ростом минтуци бывают с ребёнка 3—12 лет, на голове у них лысина, как у капп, кожа — фиолетово-красная, ноги птичьи или лягушачьи. Как и у каппы, у минтуци руки соединены внутри, поэтому если выдернуть у него одну руку, то вторая выпадет сама собой. Минтуци разных регионов имеют свои характерные особенности: минтуци из реки Исикари полностью лысые, как самки, так и самцы. Минтуци из города Икеда с восточной равнины Токати похожи на маленьких старичков или старушек.
Минтуци, согласно народным поверьям, управляют рыбой и могут даровать рыбакам удачу взамен жертвы в виде утопленника. Минтуци приписывали также способность увеличить количество добычи на охоте. Встречаются легенды о том, что удочерённая под видом девушки минтуци стала причиной процветания семьи. Благополучие города Асахикава и реки Сару объясняли защитой со стороны минтуци.
Как и каппы, минтуци могут охотиться на людей и скот, утаскивая их под воду, или вселяться в людей, а одержимые минтуци женщины — околдовывать мужчин.